# Oskar Schiele
Pour les articles homonymes, voir Schiele.
Oskar Schiele (né le 14 avril 1889 à Halberstadt et mort le 1er juillet 1950 à Magdebourg) est un nageur allemand recordman du monde 100 mètres et du 200 mètres dos ayant participé aux Jeux olympiques intercalaires de 1906 et aux Jeux olympiques de 1912.

## Biographie
Oskar Schiele remporte la médaille d'argent dans le relais 4 × 250 mètres nage libre avec l'équipe allemande aux Jeux olympiques intercalaires de 1906 à Athènes tandis qu'il termine à la 7e place en individuel sur le mile.
En 1909, il établit le Record du monde de natation messieurs du 200 mètres dos en 3 min 4 s 4. Au mois d'avril 1912, il est brièvement recordman du monde 100 mètres dos en 1 min 18 s 4.
Aux Jeux olympiques de 1912 à Stockholm, il est disqualifié dès les séries sur le 100 mètres dos,. Engagé au 400 mètres nage libre masculin aux Jeux olympiques de 1912, il s'arrête au stade des séries avec un temps de 5 min 57 s,.